# (529366) 2009 WM1
(529366) 2009 WM1 – planetoida należąca do grupy Apolla, zaliczana do planetoid bliskich Ziemi (ang. Near-Earth asteroids, w skrócie: NEA), wkrótce po odkryciu zakwalifikowana do grupy potencjalnie niebezpiecznych asteroid (ang.: Potentially Hazardous Asteroid, w skrócie: PHA).

## Orbita
(529366) 2009 WM1 należy do planetoid z grupy Apolla, których orbity zbliżone są do orbity Ziemi. Obiega ona Słońce w ciągu 1 roku i 103 dni, po orbicie o dużym nachyleniu do ekliptyki – ok. 25,8°, w średniej odległości ok. 1,18 j.a. od Słońca. Obliczenia wskazują, że ok. 23 listopada Ziemia zbliża się na niewielką odległość do orbity 2009 WM1.

## Właściwości fizyczne
(529366) 2009 WM1 jest planetoidą o jasności absolutnej ok. 20,4m. Na podstawie tej jasności jej rozmiary oszacowano w 2009 roku na 270 m, a masę na 2,8×1010 kg.

## Możliwe przejścia w pobliżu Ziemi
W ciągu pierwszych 8 dni obserwacji, od 17 listopada do 25 listopada 2009 r., wykonano 58 pomiarów pozycji planetoidy. Na ich podstawie ustalono wstępnie, że 22 listopada 2018 roku oraz 23 listopada 2027 roku planetoida 2009 WM1 minie Ziemię w odległości zaledwie rzędu kilkudziesięciu tys. km, a zebrane wtedy dane obserwacyjne nie pozwalały wykluczyć możliwości zderzenia z Ziemią. W każdym z obu terminów prawdopodobieństwo takiego zdarzenia szacowane było na ok. 0,01%. – Dokładnie raport NASA z 26 listopada 2009 określał szansę zderzenia na około 1 do 10 400 w dniu 22 listopada 2018, a w dniu 23 listopada 2027 – na ok. 1 do 9000. W związku z powyższym obiekt otrzymał 1 stopień w skali Torino.
Jednak obserwacje wykonane w ciągu kolejnych 4 dni (do 29 listopada 2009), zwiększające do 75 liczbę pomiarów pozycji planetoidy, oraz wydłużające okres obserwacji do ponad 12 dni, pozwoliły na dużo dokładniejsze wyznaczenie parametrów orbity 2009 WM1. Praktycznie wykluczyły one możliwość zderzenia planetoidy z Ziemią, gdyż raport NASA z 30 listopada 2009 określał już prawdopodobieństwo zderzenia z Ziemią na mniejsze niż 1 na milion.
Ostatecznie 9 grudnia 2009 planetoida została usunięta z listy obiektów potencjalnie zagrażających Ziemi.
Według danych z grudnia 2018 planetoida minie Ziemię i Księżyc stosunkowo blisko w skali kosmicznej 23 listopada 2059 roku, przelatując w odległości 0,70 mln km od Ziemi oraz 1,03 mln km od Księżyca.